# Ram Narayan
Pandit Ram Narayan (hindi: राम नारायण; IAST: Rām Nārāyaṇ; ur. 25 grudnia 1927, zm. 9 listopada 2024) – muzyk hinduski, który spopularyzował sarangi jako solowy instrument koncertowy w muzyce hindustańskiej, odnosząc sukces światowy.
W 1976 został odznaczony Orderem Padma Shri, w 1991 Orderem Padma Bhushan, a w 2005 Orderem Padma Vibhushan.